# マッツ・ベック・セーレンセン
マッツ・ベック・セーレンセン（Mads Bech Sørensen、1999年1月7日 - ）は、デンマーク・ホーセンス出身のサッカー選手。FCミッティラン所属。ポジションはディフェンダー。マッツ・ベック（Mads Bech）でも知られる。

## クラブ経歴
2011年からACホーセンスでプレーし、デンマーク・ファーストディビジョンのHBキューゲ戦にて、クラブ史上最年少となる16歳3ヶ月でトップチームデビューを果たした。この2014-15シーズン、ホーセンスで公式戦に5試合出場し、シーズン終了後にクラブとの契約を2年間延長した。
2017年7月31日、ブレントフォードFCのBチームに移籍し、4年契約を交わした。2017-18シーズン、トップチームのセンターバックが不足した時はトップチームに招集されたものの、正式にトップチーム登録とはされず、翌シーズンからトップチーム登録となった。しかし、トップチーム昇格後もレギュラーポジションを掴めず、2020年1月31日、EFLリーグ1のAFCウィンブルドンにレンタル移籍された。2022年、OGCニースにレンタル移籍。2023年1月18日、FCフローニンゲンにレンタル移籍。
2023年9月1日、FCミッティランに移籍した。